# Holy War
Cet article possède un paronyme, voir Hollywar.
Albums de Dragonland
The Battle of the Ivory Plains
(2001) Starfall
(2004)
Holy War est le deuxième album studio du groupe de Power metal suédois Dragonland. L'album est sorti le 8 février 2002 sous le label Black Lotus Records.

## Musiciens
- Jonas Heidgert - chant, batterie
- Nicklas Magnusson - guitare
- Olof Mörck - guitare
- Christer Pedersen - basse
- Elias Holmlid - claviers

## Liste des morceaux
1. Hundred Years Have Passed – 2:24
2. Majesty of the Mithril Mountains – 5:29
3. Through Elven Woods and Dwarven Mines – 5:32
4. Holy War – 6:48
5. Calm Before the Storm – 4:53
6. Return to the Ivory Plains – 6:05
7. Forever Walking Alone – 4:55
8. Blazing Hate – 5:25
9. A Thousand Points of Light – 6:02
10. I Am One With All – 4:24